# Вуйтово (Лідзбарський повіт)
Вуйтово (пол. Wójtowo, нім. Voigtsdorf) — село в Польщі, у гміні Любоміно Лідзбарського повіту Вармінсько-Мазурського воєводства.
Населення — 222 особи (2011).
У 1975-1998 роках село належало до Ольштинського воєводства.

## Демографія
Демографічна структура станом на 31 березня 2011 року:
|          | Загалом | Допрацездатний вік | Працездатний вік | Постпрацездатний вік |
| -------- | ------- | ------------------ | ---------------- | -------------------- |
| Чоловіки | 116     | 34                 | 79               | 3                    |
| Жінки    | 106     | 27                 | 65               | 14                   |
| Разом    | 222     | 61                 | 144              | 17                   |